# Szenátus (Franciaország)

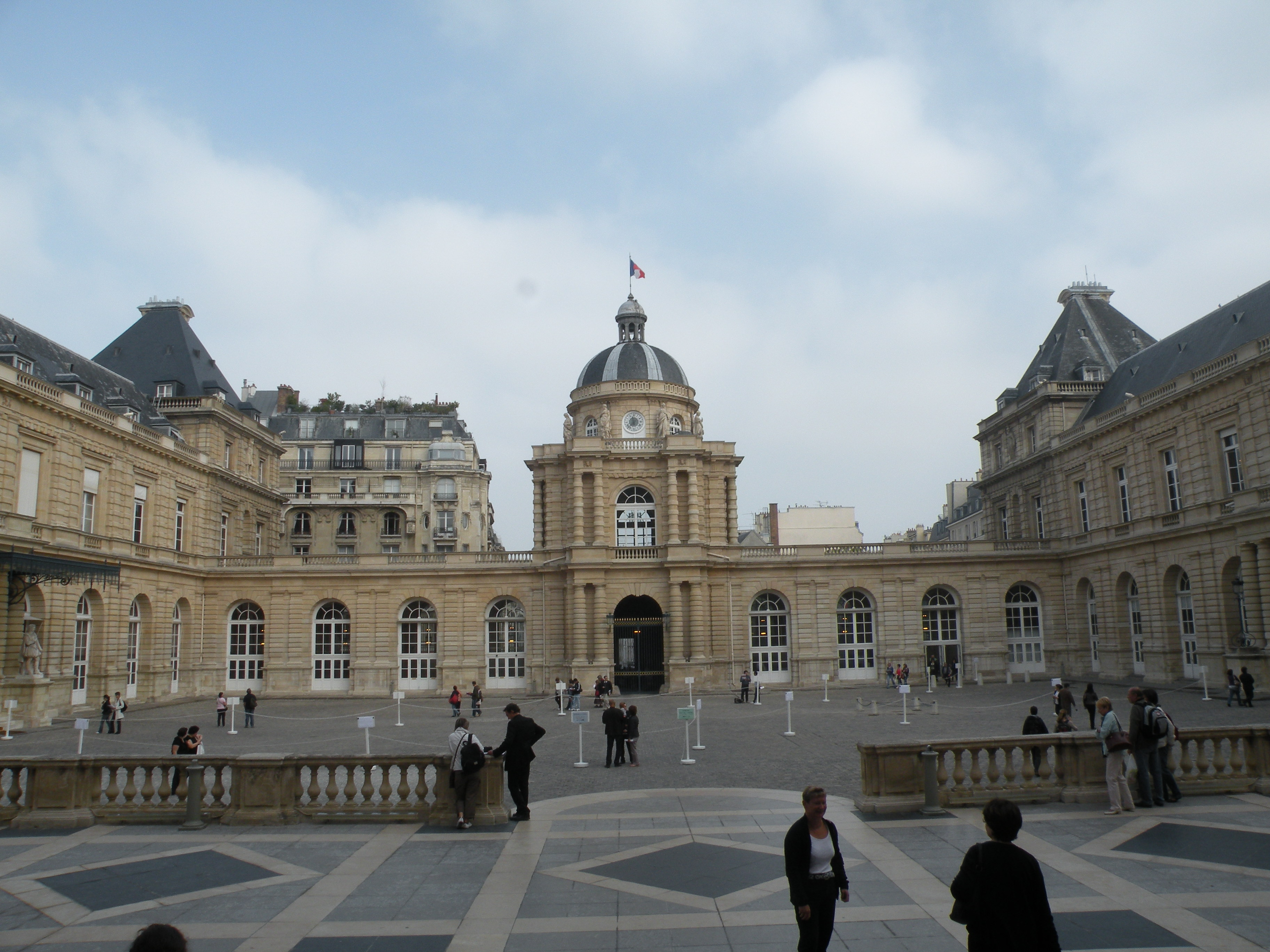
A párizsi Luxembourg-palota, a szenátus székháza

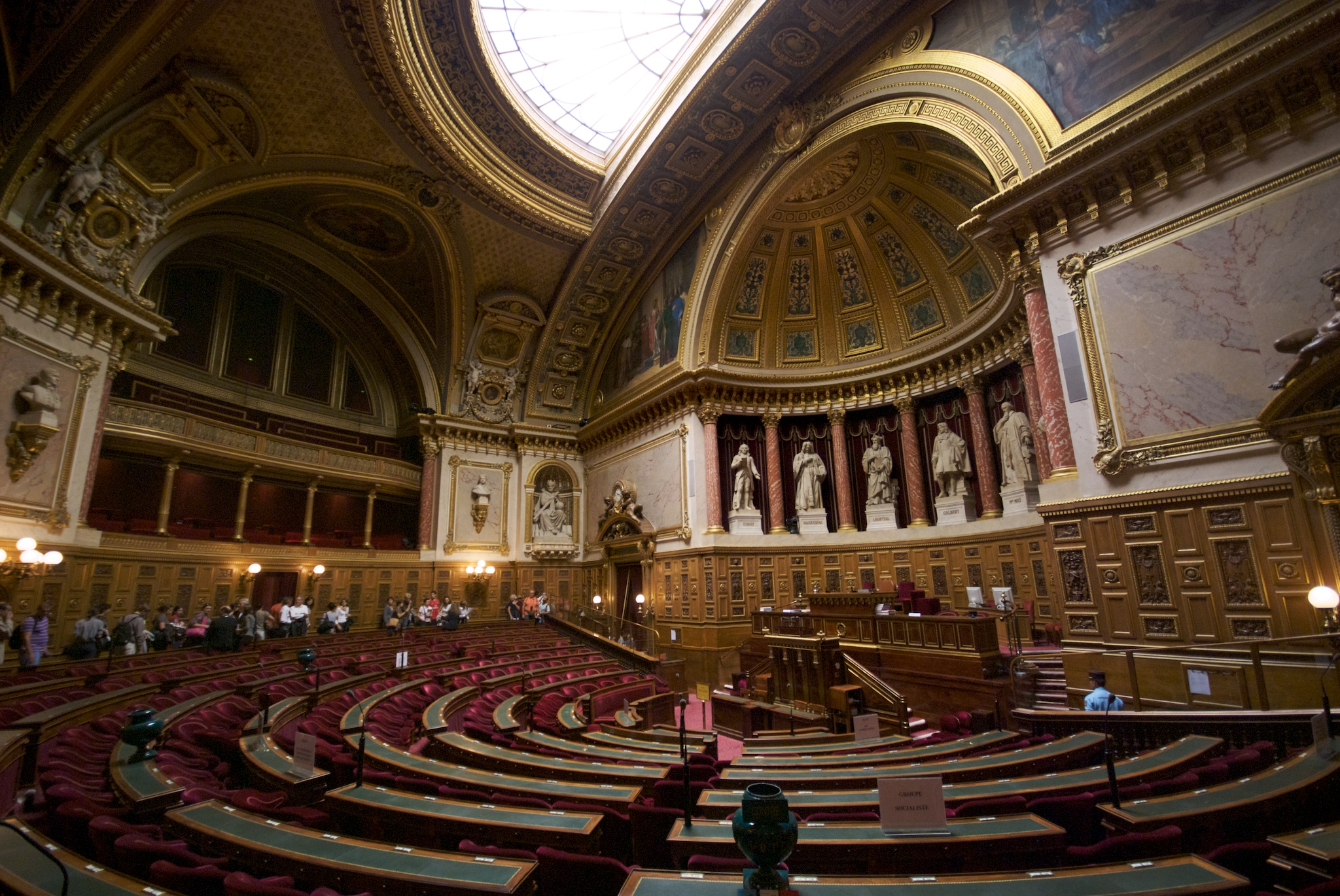
A szenátus ülésterme (hémicycle)

A szenátus  (franciául le Sénat) a kétkamarás francia parlamenti rendszer felsőháza, amely az alsóházat jelentő nemzetgyűléssel együtt alkotja a törvényhozó hatalmat. Az Ötödik Köztársaság alkotmányának 24. cikkelye értelmében területi alapon szerveződik. A szenátus székhelye a párizsi Luxembourg-palota.
A 2011-es megújítása óta 348 főből álló szenátus számtalan választási reformon ment keresztül. A 2003 július 30-án elfogadott 2003-697-es számú törvény értelmében a szenátorokat 150 000 elektor választja meg hat évre oly módon, hogy 2011-től a mandátumok felét háromévente megújítják.

A szenátusban az Ötödik Köztársaság megszületésétől kezdve a jobboldali és centrista erők voltak többségben, ám 2011-ben első alkalommal a baloldal abszolút többséget szerzett. 2014. október 1. óta a Szenátus elnöke Gérard Larcher.

## Fordítás
- Ez a szócikk részben vagy egészben  a   Sénat (France) című francia Wikipédia-szócikk ezen változatának fordításán alapul.  Az eredeti cikk szerkesztőit annak laptörténete sorolja fel. Ez a jelzés csupán a megfogalmazás eredetét és a szerzői jogokat jelzi, nem szolgál a cikkben szereplő információk forrásmegjelöléseként.